# Evel Knievel
Robert Craig Knievel, conhecido pelo nome artístico de Evel Knievel (Butte, 17 de outubro de 1938 – Clearwater, 30 de novembro de 2007), foi um dublê, motociclista e artista performático americano. Ao longo de sua carreira ele fez mais de 75 saltos sobre motocicletas entre 1965 e 1980, um deles mal sucedido, no cânion do rio Snake, a bordo do Skycycle X-1, um foguete movido a vapor em 1974.
As mais de 433 fraturas ósseas que ele sofreu durante sua carreira lhe valeram uma entrada para o Livro Guinness de Recordes Mundiais como o homem vivo com "mais ossos quebrados".

## Vida pessoal
Evel nasceu em 1938 em Butte, Montana, o mais velho dos dois filhos do casal Robert E. e Ann Marie Keough Knievel. Seu sobrenome tem origem alemã pela parte do pai, cujos tetravôs emigraram da Alemanha para os Estados Unidos. Seus pais se divorciaram em 1940, um ano depois do nascimento do segundo filho, Nicolas. Os dois decidiram se mudar de Butte com o divórcio.
Os dois irmãos foram criados em Butte pelos avós paternos, Ignatius e Emma Knievel. Aos 8 anos de idade, Evel assistiu à uma apresentação do piloto Joie Chitwood, que seria o grande influenciador em sua escolha pela carreira como motociclista e dublê. Depois de se formar no ensino médio, Evel arrumou emprego em uma mina de cobre como operador de perfuratriz, mas sua paixão mesmo eram as motocicletas. Ele foi mandado embora quando perfurou uma linha de força, o que deixou a cidade sem eletricidade por várias horas. Desempregado, ele começou a arrumar problemas na cidade.
Após uma perseguição policial em 1956 onde ele bateu com sua moto, Evel foi para a cadeia sob a acusação de direção perigosa. Quando o policial do plantão noturno foi verificar as celas, ele viu Knievel em uma cela e um homem chamado William Knofel em outra. Knofel era conhecido como o "Awful Knofel" por causa da rima das duas palavras. Assim Knievel começou a ser chamado de "Evel Knievel", também para rimar as palavras. Assim, ele escolheu o nome como sendo seu nome artístico.
Sempre em busca de desafios, ele participou de rodeios locais e eventos de esqui, tendo sido premiado em um campeonato em 1959. Por volta dessa época, ele se alistou no Exército. Com o fim de seu serviço militar, ele retornou a Butte, onde conheceu sua primeira esposa, Linda Joan Bork. Pouco depois de se casar, ele entrou para o time semi-profissional de hóquei da cidade.

## Morte
Evel Knievel morreu em Clearwater, na Flórida, em 30 de novembro de 2007, aos 69 anos. Além de ter diabetes, ele vinha sofrendo com fibrose pulmonar idiopática (FPI). Ele já vinha tendo problemas para respirar em sua casa e faleceu a caminho do hospital. O jornal britânico The Times publicou quando da sua morte, que Knievel foi um dos maiores ícones americanos da década de 1970. Knievel entrou no Motorcycle Hall of Fame em 1999.